# Венторф (Зандеснебен)
Венторф (Зандеснебен) (нім. Wentorf, Sandesneben) — громада в Німеччині, розташована в землі Шлезвіг-Гольштейн. Входить до складу району Герцогство Лауенбург. Складова частина об'єднання громад Зандеснебен-Нуссе.
Площа — 4,99 км2. Населення становить 724 ос. (станом на 31 грудня 2020).